# ليبو هيرتزا
ليبو هيرتزا (بالمجرية: Hertzka Lipót)‏، من مواليد 19 نوفمبر 1904 في بودابست في المجر، مدرب كرة قدم مجري سابق.
و قد درب نادي بنفيكا ونادي ريال مدريد الإسباني ونادي إشبيلية الإسباني، وفي عام 1983.
توفي في 14 مارس 1951 في البرتغال.

## روابط خارجية
- ليبو هيرتزا على موقع قاعدة بيانات كرة القدم.إي يو (الإنجليزية)
- ليبو هيرتزا على موقع عالم كرة القدم.نت (الإنجليزية)